# Ogniwo paliwowe z membraną do wymiany protonów
Ogniwo paliwowe z membraną do wymiany protonów, PEMFC (ang. Proton Exchange Membrane Fuel Cell), też ogniwo paliwowe z polimerowym elektrolitem, PEFC (Polymer Electrolyte Fuel Cell) – rodzaj ogniwa paliwowego ze specjalną membraną polimerowo-elektrolitową przewodzącą protony.
PEMFC są stosowane w przemyśle transportowym (pojazdy mechaniczne). Charakteryzują się niską temperaturą pracy, krótkim czasem rozruchu, niewielką masą oraz gabarytami w porównaniu z innymi ogniwami. Ich zastosowania skierowane są głównie na wykorzystanie do napędzania autobusów i samochodów. Jako źródła energii, ogniwa te umożliwiają osiągnięcie mocy rzędu 200 kW przy sprawności wynoszącej około 34%.
Po raz pierwszy elektrolit w postaci membrany przepuszczającej kationy zastosowali w 1959 r. William T. Grubbs i Lee Niedrach z General Electric.
Po raz pierwszy w praktyce ogniwa PEMFC zostały zastosowane w 1960 r. w programie NASA Gemini. Ich parametry były następujące: gęstość wytwarzanego prądu elektrycznego 37 mA/cm², napięcie na pojedynczym ogniwie 0,78 V, ciśnienie 0,2 MPa i temperatura pracy 50 °C. Stos zbudowany z 32 ogniw, przy napięciu 25 V, osiągał sprawność ok. 50% (H2/O2).

## Budowa i zasada działania

Etapy pracy ogniwa PEMFC
1. Absorpcja cząsteczki tlenu na katodzie i 2 cząsteczek wodoru na anodzie.
2. Redukcja cząsteczki tlenu do 2 anionów O(2-) i utlenienie 2 cząsteczek wodoru do 4 kationów H+.
3. Migracja 4 protonów przez elektrolit.
4. Rekombinacja jonów O(2-) i H+ do 2 cząsteczek wody w obszarze katodowym

Elektrolitem w ogniwie PEMFC jest prefluorowany polimer zawierający silnie kwasowe grupy sulfonowe, np. nafion. Uformowany jest on w membranę pokrytą porowatą platyną, działającą jako katalizator. Elektrody stanowią dwa arkusze grafitowanego papieru, teflonowane na zewnątrz. Całość jest sprasowana w podwyższonej temperaturze na grubość 1 mm. Kanalikami w elektrodach są doprowadzane substraty i jest odprowadzana woda lub para wodna. Parametry pracy ogniwa są następujące:
- temperatura 70–150 °C,
- ciśnienie 0,1–1,0 MPa.

Ogniwa te są wrażliwe na tlenek węgla, który „zatruwa” platynę.
Elektrochemiczne reakcje zachodzące w ogniwie z polimerową membraną są następujące:
katoda: O
2 + 4e−
 + 4H+
 → 2H
2O
anoda: 2H
2 → 4H+
 + 4e−

Zalety ogniw PEMFC to:
- bezpieczna praca (stały elektrolit),
- niska temperatura eksploatacji,
- łatwy rozruch i duża gęstość prądu.

Wadą tych ogniw jest:
- wrażliwość na zanieczyszczenie gazów wlotowych tlenkiem węgla (CO).